# Néstor Gonçalves
Néstor Gonçalvez Martinicorena (Artigas, 27 de abril de 1936 – Montevidéu, 29 de dezembro de 2016) foi um futebolista uruguaio que atuava como defensor.

## Carreira
Néstor Gonçalves fez parte do elenco da Seleção Uruguaia na Copa do Mundo de 1962 e 1966. 